# Cirrospilus mirilineatus
Cirrospilus mirilineatus är en stekelart som först beskrevs av Girault 1915.  Cirrospilus mirilineatus ingår i släktet Cirrospilus och familjen finglanssteklar. Inga underarter finns listade i Catalogue of Life.